# Terje Stigen
Terje Stigen (ur. 28 czerwca 1922 w Kjelvik, Finnmark – zm. 14 sierpnia 2010 w Oslo) – pisarz norweski.
Debiutował w 1950 r. powieścią To døgn. Do 1996 r. opublikował w sumie 46 książek: powieści, zbiory opowiadań, albumy krajoznawcze oraz słuchowiska. Akcja większości jego utworów rozgrywa się w północnych regionach Norwegii. Pisał w bokmålu, jednej z dwóch pisanych odmian języka norweskiego.